# Konno Yuiko
Konno Yuiko (金野 結子, sinh ngày 10 tháng 10 năm 1980) là một cầu thủ bóng đá nữ người Nhật Bản.

## Đội tuyển bóng đá nữ quốc gia Nhật Bản
Konno Yuiko thi đấu cho đội tuyển bóng đá nữ quốc gia Nhật Bản từ năm 2010.

## Thống kê sự nghiệp
| Nhật Bản  | Nhật Bản | Nhật Bản |
| Năm       | Trận     | Bàn      |
| --------- | -------- | -------- |
| 2010      | 1        | 0        |
| Tổng cộng | 1        | 0        |